# Louis Alphonse Edmond Puech
Ne doit pas être confondu avec Louis Puech ou Louis Puech (rugby à XV).
Pour les articles homonymes, voir Puech.
Louis Alphonse Edmond Puech (Nîmes, 14 mars 1832 - Paris, 13 janvier 1910), est un officier de marine français. 

## Biographie
Il entre à l'École navale en octobre 1849 et en sort aspirant de 2e classe en août 1851. Il sert alors sur le Charlemagne puis, aspirant de 1re classe (septembre 1853), embarque sur les vaisseaux Friedland puis Ville de Paris et participe à la guerre de Crimée dans laquelle il est blessé pendant le siège de Sébastopol le 17 octobre 1854. 
Enseigne de vaisseau (décembre 1854), il passe sur l'aviso à roues Dauphin (1855-1856) puis sur la frégate Alceste (1857-1860) et est promu lieutenant de vaisseau en mars 1861. En 1861-1862, il sert sur la frégate à vapeur Gomer puis de 1862 à 1864 sur le yacht impérial Aigle avant d'être nommé au commandement de la canonnière Couleuvre en Indochine (1867-1869).
Il prend part à la guerre de 1870 sur les cuirassés Provence et Magenta comme aide de camp de l'amiral Jauréguiberry et devient capitaine de frégate en avril 1873. Il commande l'aviso Limier de 1875 à 1878 puis est nommé second du transport Ariège puis de la frégate Clorinde (1879-1880). 
Capitaine de vaisseau (septembre 1880), commandant de la division des équipages à Lorient puis de la frégate Minerve (1882-1884), il commande en Extrême-Orient le croiseur Magon et est promu contre-amiral en juillet 1888. 
Major général à Toulon, il commande de 1891 à 1893 l'escadre de réserve de Méditerranée sur le cuirassé Trident. Vice-amiral (septembre 1893), il est préfet maritime de Rochefort de 1893 à 1895 puis de Cherbourg de 1895 à 1897 et prend sa retraite en mars 1897.

## Distinctions
- Grand officier de la Légion d'honneur (9 mars 1897)
  -  Commandeur de la Légion d'honneur (10 juillet 1890)
  -  Officier de la Légion d'honneur (23 juillet 1879)
  -  Chevalier de la Légion d'honneur (28 octobre 1863)